# سن-فرانسوا-دو-سال
سن-فرانسوا-دو-سال (به فرانسوی: Saint-François-de-Sales) یک کمون در فرانسه است که در Canton of Le Châtelard واقع شده است.

## خصوصیات
سن-فرانسوا-دو-سال ۱۴٫۴۴ کیلومترمربع مساحت و ۱۴۲ نفر جمعیت دارد.